# Pimpa
Pimpa oder La Pimpa  ist eine von Francesco Tullio Altan erschaffene italienische Cartoon-Serie, deren Titelfigur eine rot gepunktete Hündin ist.
Die Cartoons erschienen zwischen 1975 und 1995 in der Comiczeitschrift Corriere dei Piccoli; seit 1987 hat Pimpa auch eine eigene monatliche Kinderzeitschrift, die ihren Namen trägt. Pimpa wurde auch in drei Zeichentrickserien verwandelt, unter der Regie von Osvaldo Cavandoli und Enzo D’Alò, produziert und ausgestrahlt von Rai TV, später auch auf DVD herausgegeben. 1998 war Pimpa die Hauptfigur zweier Bühnenstücke: Pimpa Cappuccetto Rosso und Pimpa, Kamillo e il libro magico.